# Laser Radial

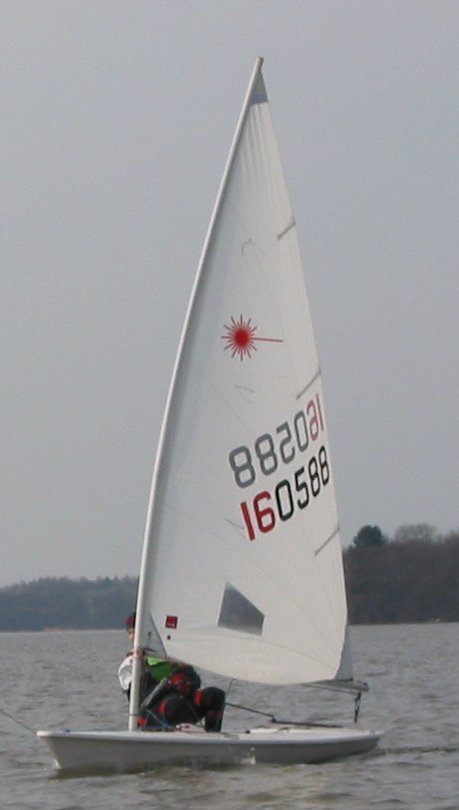
En Laser Radial som seglar dikt bidevind

Laser Radial eller ILCA 6 är en enmansjolle som har samma skrov som Laser Standard men med en kortare undermast, vilket ger en mindre segelyta på 5,76 m², den är totalt 18% mindre än Laser standard. Den är av sorten centerbordsbåt. Skrovet är 4,23 meter långt och 1,37 meter bred på det bredaste stället och väger 59 kg. Den designades 1969 av Bruce Kirby. Den mindre segelytan på Laser Radial gör att ungdomar som på grund av för lågt vikt har svårt att hantera Laser Standard vid högre vindstyrkor, kan utnyttja de goda segelegenskaperna som Lasern erbjuder och träna upp sig på båttyp och utrustning. Det är en båt där det krävs att man är fysiskt stark för att orka hänga ner båten i hårda vindstyrkor. Det krävs också att man vet hur man skall trimma seglets form för maximal fart och för att minska risken att masten går av. Det krävs mycket teknik för att segla fort.  
I Olympiska spelens tävlingsgrenar med Laser-båtar används Laser Radial av damer istället för Laser Standard på grund av kvinnors genomsnittliga lägre vikt som gör det svårt att hantera den större segelytan på Laser Standard. I övrigt är båten identiskt utrustad med samma regelverk för tävlingarna. Laser Radial valdes till ny OS-klass för damer i november 2004. Den ersatte därmed E-jollen. Förutom att den i de Olympiska spelen endast seglas av damer för att det skall bli så rättvist som möjligt så används den mycket för ungdomar i tävlingar inom länderna. 
Precis som i Laser standard är det arrangören som på VM och OS förser seglarna med nya båtar då man således inte får använda sina egna båtar. Den optimala vikten för att segla Laser Radial är 55-70 kg. 